# Piatra (Maramureș)
Piatra (deutsch (Glashütte) Franzenthal, ungarisch Kövesláz, ukrainisch Каминиця Kamynyzja) ist ein Dorf mit etwa 350 Einwohnern in der rumänischen Gemeinde Remeți im Nordwesten des Kreis Maramureș.

## Lage

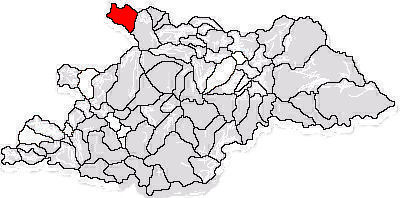
Lage der Gemeinde Remeți im Kreis Maramureș

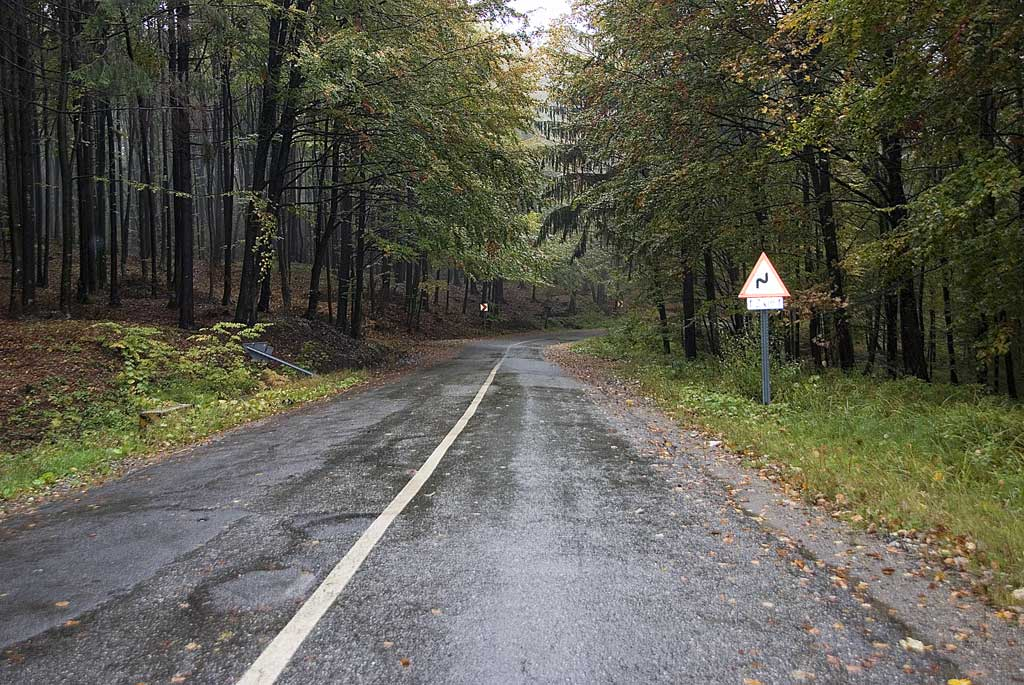
Passauffahrt von Piatra zum Hutapass

Piatra liegt im Norden Rumäniens an der ukrainisch-rumänischen Grenze im Tal der Theiß auf 275 m Höhe. Durch das Dorf führt die Nationalstraße Drum național 19, die vom Kreis Satu Mare über den Hutapass nach Piatra und von hier weiter durch das Theißtal ins 33 km südöstlich liegende Sighetu Marmației führt. Das Dorf befindet sich 65 km nördlich von Baia Mare.

## Geschichte
Die Ortschaft wurde 1811 bei einer Glashütte als Franzenthal im Komitat Máramaros des Königreichs Ungarn gegründet und kam nach dem Ersten Weltkrieg gemäß dem Vertrag von Trianon an die Tschechoslowakei, die sie 1921 im Zuge des Vertrags von Sévres bei einem Gebietsaustausch an Rumänien abgab. Nach dem zweiten Wiener Schiedsspruch von 1940 wurde sie wieder Bestandteil von Ungarn und nach dem Zweiten Weltkrieg kam sie gemäß dem Pariser Vertrag erneut an Rumänien.